# 达姆
达姆是德国梅克伦堡-前波莫瑞州的一个市镇。总面积17.91平方公里，总人口505人，其中男性258人，女性247人（2011年12月31日），人口密度28人/平方公里。